# American Society for the Prevention of Cruelty to Animals

Logo van ASPCA

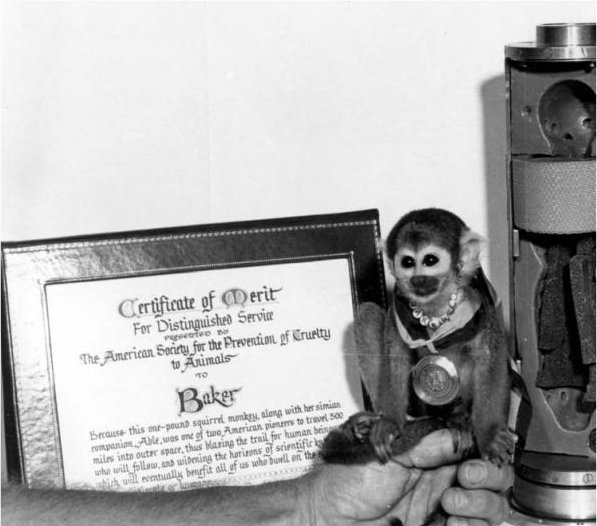
"Astronaute" Miss Baker, het doodshoofdaapje met het "Certificate of Merit for Distinguished Service" van ASPCA na haar succesvolle terugkeer op aarde. Baker en haar compagnon Able waren de eerste dieren die levend uit het heelal terugkeerden

De American Society for the Prevention of Cruelty to Animals ofwel  ASPCA is een non-profitorganisatie. Zoals de naam al aangeeft, is de ASPCA tegen dierenmishandeling. De eerste afdeling van de ASPCA is opricht op  10 april 1866 in New York, door Henry Bergh. Tevens is de ASPCA de oudste dierenwelzijnsorganisatie in de Verenigde Staten.
Ook zorgt de ASPCA voor huisdieren die slachtoffer zijn geworden van bijvoorbeeld orkanen als Katrina of andere natuurrampen. Omdat de ASPCA een non-profitorganisatie is, zijn ze afhankelijk van donaties. Bij grote natuurrampen zijn er andere organisaties die geld of andere middelen doneren aan de ASPCA om hulp te kunnen laten bieden aan de slachtoffers. De ASPCA zorgt daarentegen weer voor de hereniging van de huisdieren met hun baasje.
Er zijn veel dierenwelzijnsorganisaties die de naam ASPCA dragen, maar dit zijn dan geen "officiële" afdelingen. Deze organisaties zorgen over het algemeen voor de mishandelde dieren, of voor huisdieren waarvan de eigenaar ze niet meer wil hebben.
Over de Verenigde Staten verspreid zijn er veel afdelingen, waaronder Miami ASPCA en Houston ASPCA.

## Trivia
Op Animal Planet draaien verschillende documentaires over een aantal afdelingen, waaronder die van Houston, Miami en New York, over de dagelijkse activiteiten van de zogeheten 'ASPCA Police' (link naar de Engelstalige Wikipedia), vergelijkbaar met de eind 2011 in Nederland opgerichte dierenpolitie.